# Reclame Aqui
Reclame Aqui é um site brasileiro de reclamações contra empresas sobre atendimento, compra, venda, produtos e serviços. Sob o controle da holding Óbvio Brasil, o site oferece serviços gratuitos, tanto para os consumidores postarem suas reclamações quanto para as empresas responderem a elas. Foi fundado por um grupo de quatro sócios, dentre eles três administradores de sistemas e um publicitário.

## Descrição
Trata-se de um site no qual consumidores fazem um cadastro de seus dados pessoais e podem enviar reclamações. A política de privacidade do site não permite a identificação do consumidor na publicação das páginas, pois as reclamações feitas são indexadas por motores de busca e visíveis para consulta. O acesso aos dados que foram cadastrados pelo cliente ocorre apenas com a empresa envolvida, para facilitar a busca da resolução do problema. Assim, é transmitida à empresa envolvida um e-mail com os detalhes, caso ela possua um cadastro para respostas no site. Com os dados gerados, são obtidos rankings automatizados e o Reclame Aqui faz uma avaliação da empresa utilizando diversos critérios próprios. O status máximo de uma empresa no site é possuir o Selo RA 1000, o qual também possui critérios específicos. Os consumidores podem, depois de terem suas questões respondidas pelas empresa, indicar se o problema foi resolvido ou não, além de ter o direito a réplicas e, ao final, mostrar por meio de smiles a sua opinião sobre a resposta da empresa reclamada.
A descrição do problema que o cliente publica é avaliada por uma equipe do site antes de ser publicada. Isto ocorre pois sua política não permite conteúdo ofensivo na redação dos usuários.

## História
"As empresas adoram o ReclameAqui. São essas consultas que geram as vendas", afirmava Maurício Vargas, fundador e presidente do site.
Criado em 2001, o site recebe diariamente cerca de 500 mil consultas de consumidores que querem saber mais sobre a reputação das empresas.
Maurício Vargas, dono de uma desenvolvedora de software em Campo Grande, Mato Grosso do Sul, começou o 'ReclameAqui' depois de reclamar e ser ignorado por uma companhia aérea. Um voo entre Campo Grande e São Paulo atrasou e teve overbooking. Vargas era um dos passageiros e acabou perdendo uma oportunidade de negócio importante na capital paulista por causa desse atraso do voo. Reclamou de todas as formas possíveis com a companhia aérea, que não se importou. "Eu estava furioso. Queria botar a boca no trombone", disse. Foi então que criou uma página na internet para que outros consumidores indignados como ele pudessem reclamar.
No começo, não deu certo. No primeiro ano, foram menos de 29 reclamações – não atendidas. Mas, aos poucos, as reclamações aumentaram e apareceram mais na internet. Uma década depois, o cenário é bem diferente. O número de usuários de internet no país chegou a quase 80 milhões e o 'ReclameAqui' transformou-se na principal voz do consumidor brasileiro na era das redes sociais. 
Ao amplificar as críticas e as consultas nessa proporção, o 'ReclameAqui' conquistou mais poderes para o consumidor — e fez tremer desde pequenos varejistas até gigantes do setor e da indústria, as empresas começaram a ficar preocupadas com sua imagem e passaram a responder aos consumidores via 'ReclameAqui'. Hoje, a empresa registra cerca de 10 mil reclamações por dia, com um índice de 72% de resolução. Maurício Vargas costumava dizer que a multa do 'ReclameAqui' para as empresas que não respeitam o consumidor é aplicada em sua imagem. “A reputação está ficando mais importante do que o preço”, afirma.

## O Jantar da Vingança
Em 2016, para se "vingar" das empresas com as piores reputações junto aos seus clientes, o site convidou os executivos das mesmas para um restaurante que estaria sendo inaugurado. No entanto, os proprietários do estabelecimento, previamente orientados, ofereceram de propósito péssimos serviços, com os garçons trazendo pratos diferentes dos pedidos, atrasos, falta de atenção, e outros erros. Ao final, quando os executivos já estavam no limite da paciência e proferindo ofensas aos funcionários, os organizadores do evento se apresentaram e disseram que tudo aquilo havia sido feito para que os responsáveis pelas empresas sentissem o mesmo que sentem seus clientes, quando contratam um serviço ou compram um produto e não recebem aquilo que foi contratado. O filme deste evento, chamado de "O Jantar da Vingança", foi publicado na conta oficial do Reclame Aqui no Facebook. Até 30 de abril de 2016, o vídeo tinha um milhão de visualizações. Alguns dias depois alcançou 7.2 milhões de visualizações.

## Ranking
Em outubro de 2014, o Reclame Aqui divulgou um ranking dos "Top 10 celulares: mais vendidos, mais reclamados e os que melhor atendem". Em novembro de 2015 foram divulgadas as empresas de tecnologia mais criticadas. Também atualiza e divulga frequentemente as posições das empresas no ranking.